# 高靈活 (維多利亞州)
高靈活（英語：Collingwood），又譯卡令活、卡冷活、卡冧鬱，是澳洲維多利亞州墨爾本的一個內城市區，位於墨爾本商業中心區東北3（1.9英里）處，雅拉市地方政府行政區內。據2021年澳洲人口統計，高靈活的人口為9,179人。
該市區以第一代高靈活男爵命名，以士美街、亞歷珊卓道（Alexandra Parade）、荷杜街及域多利道（Victoria Parade）為界。
高靈活有眾多歷史建築物。許多19世紀的住宅、店鋪及工廠仍在運作。社區主幹路士美街為該市主要的夜生活及零售帶之一，並被評為世界上「最有型」的街道之一。
高靈活現為墨爾本同志村之一，擁有多個面向同志社群的娛樂場所。

## 外部連結
- Australian Places – Collingwood （页面存档备份，存于）
- Collingwood Historical Society|              | 非茲洛北        | 奇里夫頓山 | 奇里夫頓山 |  |
| 非茲洛       |                 | 亞布斯佛   |            |  |
| 非茲洛       | \| \| 高靈活 \| | 亞布斯佛   |            |  |
| 非茲洛       |                 | 亞布斯佛   |            |  |
| 墨爾本市中心 | 東墨爾本        | 列治文     |            |  |
|              | 高靈活          |            |            |  |